# Логишинська сільська рада
Логишинська селищна́ ра́да (біл. Лагішынскі сельсавет) — адміністративно-територіальна одиниця у складі Пінського району Берестейської області Білорусі. Адміністративний центр — смт Логишин.

## Склад
Населені пункти, що підпорядковувалися селищній раді станом на 2009 рік:
| Населений пункт | Тип  | Населення, осіб (2009) |
| --------------- | ---- | ---------------------- |
| Іванисовка      | село | 1                      |
| Ковнятин        | село | 585                    |
| Мокра Дуброва   | село | 339                    |
| Тростянка       | село | 21                     |
| Шпановки        | село | 13                     |

## Населення
За переписом населення Білорусі 2009 року чисельність населення селищної ради становила 959 осіб.

### Національність
Розподіл населення за рідною національністю за даними перепису 2009 року:
| Національність               | Осіб | Відсоток |
| ---------------------------- | ---- | -------- |
| білоруси                     | 902  | 94,06 %  |
| поляки                       | 20   | 2,09 %   |
| росіяни                      | 17   | 1,77 %   |
| українці                     | 17   | 1,77 %   |
| молдовани                    | 1    | 0,10 %   |
| казахи                       | 1    | 0,10 %   |
| дві та більше національності | 1    | 0,10 %   |
| Разом                        | 959  | 100 %    |